# Hoofdklasse hockey dames 1998/99
Het seizoen 1998/99 was de 18de editie van de dameshoofdklasse waarin onder de KNHB-vlag om het landskampioenschap hockey werd gestreden. Na de reguliere competitie en de play offs werd een nationaal kampioen bekend.
In het voorgaande seizoen degradeerden HDM en Bloemendaal. Hiervoor kwamen Nijmegen en Oranje Zwart in de plaats.
In de finale van de play-offs versloeg Den Bosch Amsterdam over twee wedstrijden. Bij de tweede wedstrijd werden er vanwege een gelijkspel strafballen genomen. Hurley en MOP degradeerden rechtstreeks.
Vanaf dit seizoen werd het driepuntensysteem ingevoerd, in plaats van het traditionele tweepuntensysteem per overwinning.

## Eindstand
Na 22 speelronden was de eindstand:
| #  | Club         | GS | W  | G | V  | P  | DV      | DT      | DS  |
| -- | ------------ | -- | -- | - | -- | -- | ------- | ------- | --- |
| 1  | Den Bosch    | 22 | 19 | 1 | 2  | 58 | 78 - 16 | 78 - 16 | +62 |
| 2  | Amsterdam    | 22 | 18 | 2 | 2  | 56 | 72 - 23 | 72 - 23 | +49 |
| 3  | Rotterdam    | 22 | 15 | 3 | 4  | 48 | 47 - 21 | 47 - 21 | +26 |
| 4  | Laren        | 22 | 14 | 5 | 3  | 47 | 73 - 25 | 73 - 25 | +48 |
| 5  | HGC          | 22 | 13 | 3 | 6  | 42 | 49 - 31 | 49 - 31 | +18 |
| 6  | Kampong      | 22 | 8  | 6 | 7  | 30 | 37 - 44 | 37 - 44 | -7  |
| 7  | Oranje Zwart | 22 | 6  | 4 | 12 | 22 | 25 - 51 | 25 - 51 | -26 |
| 8  | Nijmegen     | 22 | 5  | 4 | 13 | 19 | 26 - 67 | 26 - 67 | -41 |
| 9  | Pinoké       | 22 | 4  | 5 | 13 | 17 | 17 - 47 | 17 - 47 | -30 |
| 10 | Hilversum    | 22 | 4  | 3 | 15 | 15 | 24 - 57 | 24 - 57 | -33 |
| 11 | Hurley       | 22 | 2  | 5 | 15 | 11 | 21 - 55 | 21 - 55 | -34 |
| 12 | MOP          | 22 | 2  | 3 | 17 | 9  | 9 - 41  | 9 - 41  | -32 |

### Legenda
| Afk.      | Betekenis                                                                     |
| --------- | ----------------------------------------------------------------------------- |
| GS        | aantal gespeelde wedstrijden                                                  |
| W         | aantal gewonnen wedstrijden                                                   |
| G         | aantal gelijk gespeelde wedstrijden                                           |
| V         | aantal verloren wedstrijden                                                   |
| P         | totaal aantal punten                                                          |
| DV        | aantal gemaakte doelpunten                                                    |
| DT        | aantal doelpunten tegen                                                       |
| DS        | doelsaldo                                                                     |
| Den Bosch | Landskampioen Den Bosch plaatst zich voor de Europacup I 2000                 |
| Amsterdam | Verliezend play off-finalist Amsterdam plaatst zich voor de Europacup II 2000 |
| Rotterdam | Rotterdam en Laren hebben zich alleen weten te plaatsen voor de play offs     |
| Hurley    | Hurley en MOP zijn rechtstreeks gedegradeerd                                  |

## Topscorers
| #  | Speler               | Club      | Goals |
| -- | -------------------- | --------- | ----- |
| 1. | Frederiek Grijpma    | Amsterdam | 22    |
| 2. | Ageeth Boomgaardt    | Den Bosch | 21    |
| 3. | Suzan van der Wielen | HGC       | 19    |

## Play offs landskampioenschap
Halve finales 1/4
| Team          | Score         | Team          |
| ------------- | ------------- | ------------- |
| (4) Laren     | 2-1 (1-0)     | Den Bosch (1) |
| (1) Den Bosch | 3-1 (2-1)     | Laren (4)     |
| (1) Den Bosch | 2-1 (0-0) wnv | Laren (4)     |

Halve finales 2/3
| Team          | Score         | Team          |
| ------------- | ------------- | ------------- |
| (3) Rotterdam | 0-1 (0-0)     | Amsterdam (2) |
| (2) Amsterdam | 1-1 (0-0) wns | Rotterdam (3) |
| (2) Amsterdam | 2-1 (1-1) wnv | Rotterdam (3) |

Finales dames
| 9 mei 1999        |           |                                                |                                                      |
| Amsterdam         | 1-2 (0-1) | Den Bosch                                      | Scheidsrechters: Mirjam Wessel Erik Klein Nagelvoort |
| Julie Deiters 1-1 |           | Ageeth Boomgaardt (sc) 0-1 Mijntje Donners 1-2 | Scheidsrechters: Mirjam Wessel Erik Klein Nagelvoort |

| 15 mei 1999 |           | |                                                |
| Den Bosch | 1-1 (1-1) | Amsterdam | Scheidsrechters: Miriam van Gemert Renee Cohen |
| Margje Teeuwen 1-1 Strafballenserie Hansje Janssen 1-1 Mijntje Donners 2-1 Ageeth Boomgaardt mist Esther Verhoeven mist Vanina Oneto 3-3 Ageeth Boomgaardt mist Hansje Janssen 4-3 |           | Sylvia Karres 0-1 Strafballenserie Carole Thate 0-1 Frederiek Grijpma mist Wendy Fortuin mist Carolien Kommeren 2-2 Julie Deiters 2-3 Carole Thate mist Julie Deiters mist | Scheidsrechters: Miriam van Gemert Renee Cohen |

Nederlands landskampioenschap

1921/22 ·
1922/23 ·
1923/24 ·
1924/25 ·
1925/26 ·
1926/27 ·
1927/28 ·
1928/29 ·
1929/30 ·
1930/31 ·
1931/32 ·
1932/33 ·
1933/34 ·
1934/35 ·
1935/36 ·
1936/37 ·
1937/38 ·
1938/39 ·
1939/40 ·
1940/41 ·
1941/42 ·
1942/43 ·
1943/44 ·
1944/45 ·
1945/46 ·
1946/47 ·
1947/48 ·
1948/49 ·
1949/50 ·
1950/51 ·
1951/52 ·
1952/53 ·
1953/54 ·
1954/55 ·
1955/56 ·
1956/57 ·
1957/58 ·
1958/59 ·
1959/60 ·
1960/61 ·
1961/62 ·
1962/63 ·
1963/64 ·
1964/65 ·
1965/66 ·
1966/67 ·
1967/68 ·
1968/69 ·
1969/70 ·
1970/71 ·
1971/72 ·
1972/73 ·
1973/74 ·
1974/75 ·
1975/76 ·
1976/77 ·
1977/78 ·
1978/79 ·
1979/80 ·
1980/81
Hoofdklasse dames

1981/82 · 
1982/83 · 
1983/84 · 
1984/85 · 
1985/86 · 
1986/87 · 
1987/88 · 
1988/89 · 
1989/90 · 
1990/91 · 
1991/92 · 
1992/93 · 
1993/94 · 
1994/95 · 
1995/96 · 
1996/97 · 
1997/98 · 
1998/99 · 
1999/00 · 
2000/01 · 
2001/02 · 
2002/03 · 
2003/04 · 
2004/05 · 
2005/06 · 
2006/07 · 
2007/08 · 
2008/09 · 
2009/10 · 
2010/11 · 
2011/12 · 
2012/13 ·
2013/14 ·
2014/15 ·
2015/16 ·
2016/17 ·
2017/18 ·
2018/19 ·
2019/20 ·
2020/21 ·
2021/22 ·
2022/23 ·
2023/24 ·
2024/25 ·
Nederlandse competities: Hoofdklasse (zaal) · Promotieklasse · Overgangsklasse · Eerste klasse · Tweede klasse · Derde klasse · Vierde klasse · Gold Cup · Silver Cup

Nederlands kampioenschap: Lijst van Nederlandse landskampioenen hockey · Lijst van Nederlandse landskampioenen zaalhockey

Europese competities: Euro Hockey League · Europacup I · Europa Cup II · Europacup zaalhockey